# Comunità montana Peligna
La comunità montana Peligna (zona F) è stata una comunità montana, istituita con la legge regionale n. 66 del 30 dicembre 1975 della Regione Abruzzo, che ne ha anche approvato lo statuto. Prendeva il nome dalla Valle Peligna e dall'antica popolazione italica dei Peligni.

## Descrizione
Dopo la legge regionale n. 10 del 27 giugno 2008 hanno fatto parte della comunità montana Peligna, con sede a Sulmona, i seguenti diciassette comuni:
- Anversa degli Abruzzi;
- Bugnara;
- Campo di Giove;
- Cansano;
- Cocullo;
- Corfinio;
- Introdacqua;
- Pacentro;
- Pettorano sul Gizio;

- Pratola Peligna;
- Prezza;
- Raiano;
- Roccacasale;
- Scanno;
- Sulmona;
- Villalago;
- Vittorito.

La Regione Abruzzo ha abolito questa comunità montana e tutte le altre nel 2013.